# Liste der denkmalgeschützten Objekte in Michaelnbach
Die Liste der denkmalgeschützten Objekte in Michaelnbach enthält die denkmalgeschützten, unbeweglichen Objekte der Gemeinde Michaelnbach in Oberösterreich (Bezirk Grieskirchen).

## Denkmäler
| Foto |                 | Denkmal                                                                                  | Standort                                  | Beschreibung | Metadaten |
| ---- | --------------- | ---------------------------------------------------------------------------------------- | ----------------------------------------- | --- | --- |
| ja   | Datei hochladen | Wegkapelle Pulsamer HERIS-ID: 79566 Objekt-ID: 93257                                     | Standort KG: Haus                         | Die Wegkapelle wurde 1869 erbaut. Im Innenraum befindet sich ein Marienaltar aus Holz, der die Gestalt Mariens mit einer weißen Lilie zeigt. | BDA-Hist.: Q38171520 Status: § 2a Stand der BDA-Liste: 2025-06-30 Name: Wegkapelle Pulsamer GstNr.: 193                                   |
| ja   | Datei hochladen | Kriegerdenkmal für die Gefallenen des Ersten Weltkriegs HERIS-ID: 79564 Objekt-ID: 93255 | bei Dorfplatz 1 Standort KG: Michaelnbach | | BDA-Hist.: Q38171510 Status: § 2a Stand der BDA-Liste: 2025-06-30 Name: Kriegerdenkmal für die Gefallenen des Ersten Weltkriegs GstNr.: 1 |
| ja   | Datei hochladen | Kath. Pfarrkirche hl. Michael HERIS-ID: 52398 Objekt-ID: 59066                           | bei Dorfplatz 1 Standort KG: Michaelnbach | Die spätgotische Hallenkirche ist zweischiffig und damit baugleich mit der Pfarrkirche Heiligenberg. An das dreijochige Langhaus schließt ein leicht eingezogener überhöhter zweijochiger Chor mit einem Dreiachtelschluss an. Langhaus und Chor sind netzrippengewölbt. Der Turm im nördlichen Chorwinkel trägt einen Spitzhelm. | BDA-Hist.: Q26711900 Status: § 2a Stand der BDA-Liste: 2025-06-30 Name: Kath. Pfarrkirche hl. Michael GstNr.: 1                           |